# حوزه انتخابیه اول نیومکزیکو
حوزه انتخابیه اول نیومکزیکو یک حوزه انتخابیه مجلس نمایندگان آمریکا است که در ایالت نیومکزیکو قرار دارد.